# مسلم حق‌شناس
مسلم حق‌شناس (زاده ۱۷ مرداد ۱۳۶۹) دروازه‌بان فوتبال اهل ایران است که در باشگاه فوتبال سایپا در لیگ آزادگان بازی می‌کند.